# Сюнай-Сале
Сюнай-Сале (нен. Сюнэйсале, Сюхунейсаля) — село в Ямальском районе Ямало-Ненецкого автономного округа. Численность населения — 442 чел. (2010 г.).

## География
Расположено в южной части полуострова Ямал, в 20 километрах от райцентра Яр—Сале.
Улицы:
- ул. Анагуричи Луки
- ул. Рыбацкая
- ул. Тадибе Степана — носит имя участника Великой Отечественной войны Тадибе Степана (1925—1987).

## История
В письменных источниках начала 20 века упоминается местечко Сюхунэй-Сале. Сюнай-Сале — это русифицированное название. Есть версия, что мыс получил свое название от рода ненцев Низовой (надымско-тазовской) стороны Сюгней (Хомич
1976: 108; Матвеев 1997: 123), с которой не согласен Юрий Квашнин из Института проблема Севера СО РАН.
В переводе с ненецкого языка «Сюнай-Сале» означает «дымный мыс», где сале — «мыс».
В 1940 году поселок получил название Сюнай-Сале, началось строительство хозяйственного центра колхоза имени Сталина.
С 2004 до 2021 гг. входило в состав Яр-Салинского сельского поселения, упразднённого в 2021 году в связи с преобразованием муниципального района в муниципальный округ.

## Население
| 1989 | 2002 | 2010 | 2021 |
| ---- | ---- | ---- | ---- |
| 364  | ↗404 | ↗442 | ↘437 |

По национальному составу население почти исключительно — ненцы.

## Экономика
Рыболоводство. Здесь был участок Пуйковского рыбозавода.

## Инфраструктура
МБОУ Сюнай — Салинская начальная школа — детский сад, на ул. Анагуричи Луки, д. 22
Есть ФАП, пекарня.